# Braunes Fettgewebe

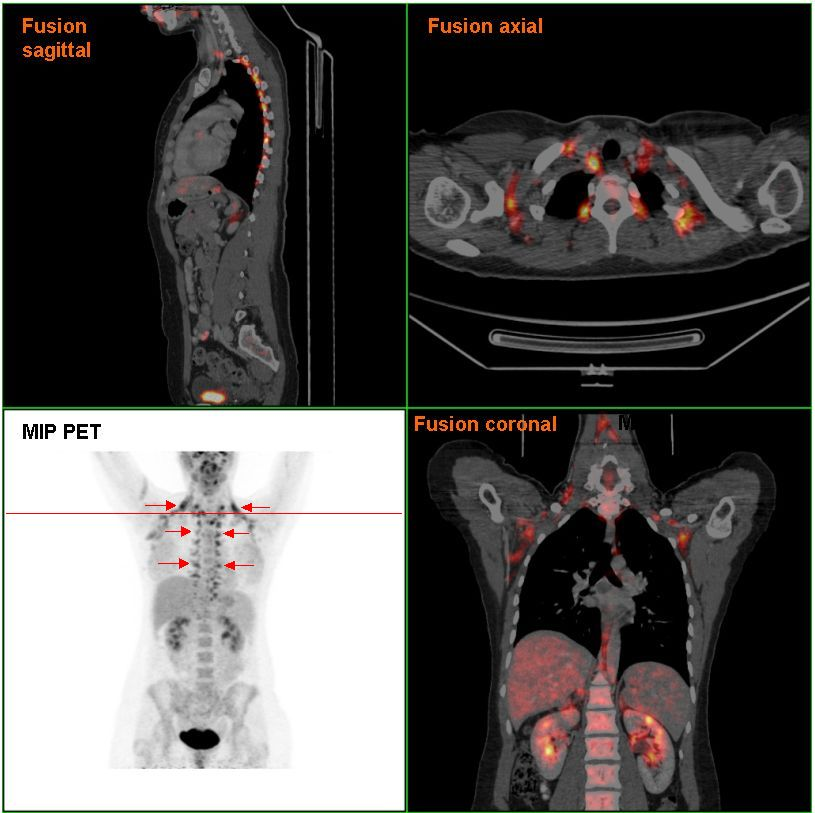
Aktives braunes Fettgewebe im Bereich des Brustkorbs; der Patient fror während der PET-Untersuchung

Das braune oder plurivakuoläre Fettgewebe ist eine spezielle Form des Fettgewebes, dessen Zellen in der Lage sind, durch die Oxidation von Fettsäuren Wärme zu produzieren (Thermogenese). Dies geschieht in zahlreichen Mitochondrien, die auch für die gelb-bräunliche Färbung des Gewebes verantwortlich sind. Biochemisch wird durch das Membranprotein Thermogenin die Fettsäureoxidation von der Synthese des Energieträgers Adenosintriphosphat (ATP) entkoppelt, so dass die freigesetzte Energie in Wärme umgesetzt wird.

## Vorkommen
Braunes Fettgewebe findet sich bei allen neugeborenen Säugetieren, außer beim Schwein. Neugeborene sind stärker durch Auskühlung bedroht, da sie auf Grund größerer Körperoberfläche im Vergleich zum Volumen mehr Wärme verlieren, und die Mechanismen der Thermoregulation (z. B. isolierendes weißes Fettgewebe und Kältezittern) noch nicht vollständig ausgebildet sind. Beim menschlichen Säugling findet sich braunes Fettgewebe vor allem an Hals, an den Nieren und zwischen den Schulterblättern.
Besonders Nagetiere besitzen auch im erwachsenen Zustand noch größere Mengen braunen Fettgewebes und können bei Bedarf mittels Katecholaminen weißes in braunes Fettgewebe umwandeln und so Kältephasen gut überstehen. Bei Winterschlaf haltenden Tieren finden sich ebenfalls größere Mengen braunen Fettgewebes, die der schnellen Erwärmung des Tieres in den Aufwachphasen dienen.
In manchen Vögeln treten histologisch ähnliche Gewebe auf, die jedoch kein Thermogenin aufweisen und nicht der Thermogenese dienen. Allerdings können manche Vögel in den Skelettmuskeln über biochemisch ähnliche Mechanismen Wärme erzeugen.

### Vorkommen bei erwachsenen Menschen
Für Erwachsene wurde angenommen, dass sie über keine aktiven braunen Fettzellen mehr verfügten. Im Jahr 2009 konnte in einer multinationalen Studie die Aktivität von braunem Fettgewebe bei Erwachsenen durch neue Methoden der funktionellen Bildgebung belegt werden. Hierzu wurde die klare Korrelation zwischen Aufnahme von Glucose in braunes Fettgewebe, gezeigt durch markierte Glucose in der Positronen-Emissions-Tomographie, und dem Body Mass Index dargestellt. Zwischenzeitlich ist klar, dass die Aktivität des braunen Fettgewebes bei Erwachsenen hoch variabel ist und von einer Vielzahl innerer und äußerer Einflüsse abhängt und mittels verschiedener Techniken nachgewiesen werden kann.  Während das klassische weiße Fett sich besonders unterhalb der Haut und im Bereich des Bauchs findet, ist das braune Fettgewebe oberhalb der Schlüsselbeine (supraclaviculär) und neben den Wirbeln (paravertebral) der oberen Brust- und unteren Halswirbelsäule lokalisiert. Frauen scheinen einen höheren Anteil aktiven braunen Fettgewebes zu haben.

## Entwicklung und Formen

### Braunes Fettgewebe
Das braune Fettgewebe ist ein distinkte Zellgruppe, die aus dem Mesoderm stammt und damit einen gemeinsamen Ursprung mit Muskelzellen, Knochenzellen und Bindegewebe hat. Der genaue Ablauf der Differenzierung des Mesoderms zu braunen Fettgewebszellen ist unklar. Braunes Fettgewebe unterscheidet sich in der Entwicklung von weißen Fettgewebe dahingehend, dass es einen gemeinsamen Vorläufer mit der Muskelzelle teilt, was angesichts der metabolischen Ähnlichkeiten Sinn ergibt. Jedoch fanden sich auch braune Fettgewebszellen ohne den gemeinsamen Vorläufer mit der Muskelzelle, weswegen Forscher davon ausgehen, dass die braunen Fettgewebszellen verschiedene Ursprünge haben und sich auch leicht als ausdifferenzierte Zellen unterscheiden, was auch als Adipozyten-Heterogenität bezeichnet wird.

### Beiges Fettgewebe
Weiße, subkutan gelegene Fettzellen haben die Möglichkeit, sich zu „bräunen“, also zu Zellen zu werden, die braunen Fettgewebszellen mit plurivakuolären Fetttröpfchen, erhöhter Mitochondrienzahl und Möglichkeit zu Thermogenese ähneln. Diese braunen Fettzellen im weißen Fettgewebe werden deshalb als beige Fettzellen bezeichnet. Diese beige Zellen unterscheiden sich in ihrem genetischen Profil von weißen und braunen Fettgewebszellen, sind aber den braunen Fettgewebszellen in Funktion deutlich näher. Das sogenannte Bräunen wird über Sympathikus-Aktivität und Noradrenalin eingeleitet und damit mit den gleichen Prozessen wie der Aktivierung von braunen Fettgewebe. Weitere Mechanismen des Bräunens sind
- Myokine, die bei körperlicher Betätigung ausgeschüttet werden.
- Das Schilddrüsenhormon Triiodthyronin, was auch die Wärmeproduktion bei einer Schilddrüsenüberfunktion mit erklärt.
- Der in der Leber produzierte Fibroblast growth factor 21, der Wirkungen auf Lipid- und Glucosemetabolismus hat.
- kardiale natriuretische Peptide.
- Adiponektin, was das weiße Fettgewebe selber herstellen kann.
- Peripheres Serotonin, welches als Gegenspieler wirkt, der das Bräunen verhindert, wohingegen Serotonin im Gehirn eher zur Umwandlung von weißen in beige Fettzellen führt.

Die Adipozyten sind also in die gesamte metabolische und sportliche Situation des Organismus eingebunden. Daneben können auch exogene Stoffe zu einer Umwandlung führen, hierzu gehören Capsaicin, Protoalkaloide der Bitterorange, Fucoxanthin aus manchen Algen und Carotinoide, wobei unklar ist, in welchen Ausmaß diese Stoffe das weiße Fettgewebe beeinflussen können.

## Histologie
Die Zellen des braunen Fettgewebes sind allgemein kleiner als die in weißem Fettgewebe und haben viele, kleinere Lipidtropfen. Sie werden daher im Gegensatz zu den univakuolären Zellen des weißen Fettgewebes als plurivakuolär bezeichnet. Zudem zeichnen sie sich durch besonderen Reichtum an Mitochondrien aus, die aufgrund ihres Gehalts an eisenhaltigen Cytochromen auch für die braune Farbe verantwortlich sind. Braunes Fettgewebe ist stark durchblutet, um die produzierte Wärme auch an den Körper weiterleiten zu können.

## Biochemie und Regulation
Braunes Fettgewebe synthetisiert trotz seiner vielen Mitochondrien nur wenig Adenosintriphosphat. Ursächlich hierfür ist ein spezielles Protein. Das in braunem Fettgewebe in der inneren Membran der Mitochondrien vorhandene Protein Thermogenin (auch Uncoupling Protein I genannt) dient als Entkoppler, indem es als Uniporter Protonen über die Membran transportiert. Hierdurch wird der durch β-Oxidation und Atmungskette aufgebaute Protonengradient abgebaut und die darin gespeicherte Energie in Wärme umgesetzt (Thermogenese) und von der Bildung von Adenosintriphosphat (ATP) entkoppelt. Daneben weist braunes Fettgewebe eine besonders hohe Konzentration an Glycerokinase auf, so dass das beim Fettabbau freiwerdende Glycerin phosphoryliert und ebenfalls metabolisch umgesetzt werden kann. In welchen Anteilen die braunen Fettzellen eigene gespeicherte Fette abbauen, Fettsäuren aus dem Blut verwenden oder mittels Glucose Fettsäure de-novo synthetisieren ist noch unklar. Neben Thermogenin/Uncoupling Protein I finden sich auch andere Wege der UCP1-unabhängigen Thermogenese. Mittels Kreatin- und Kalzium-Stoffwechselwege kann ebenfalls chemische Energie in Wärme umgesetzt werden.
Die genaue Menge der produzierten Wärme muss seitens des Körpers gut reguliert werden und an den Bedarf angepasst werden. Über die drei Faktoren Kälte, Sympathikus-Aktivität und Botenstoffe wird das braune Fettgewebe gesteuert. Zum einen wird die Thermogenese im braunen Fettgewebe über das Hormon Noradrenalin aktiviert, das über einen G-Protein-gekoppelten β-Rezeptor (β3-AR) die Adenylatcyclase aktiviert. Das gebildete intrazelluläre cAMP aktiviert wiederum die Proteinkinase A, die in einem nächsten Schritt über Phosphorylierung von Lipasen den Fettabbau einleitet. Zudem ist braunes Fettgewebe sympathisch innerviert.
Aktivität und Bildung von braunem Fettgewebe wird vom PGC-1alpha (Peroxisome proliferator-activated receptor-gamma coactivator) gesteigert, der wiederum stark nach Kältereiz ausgeschüttet wird. Eine Vielzahl anderer körpereigener und exogen zugeführter (Boten-)Stoffe sind an der Aktivität von braunen Fettgewebe in unterschiedlichen Ausmaß beteiligt. Bei Ratten führt beispielsweise Nahrungsaufnahme zu einem Anstieg der Körpertemperatur bis 1 °C. Braunes Fettgewebe ist aber nicht nur Empfänger, sondern sendet selbst Botenstoffe aus, die als Batokine (vom englischen Brown Adipose Tissue) bezeichnet werden und einen Effekt auf den Gesamtmetabolismus haben.
Die Produktion von braunem Fettgewebe sowie dessen Aktivität kann durch die Einnahme von Statinen reduziert bzw. eingeschränkt werden. Ebenso können selektive Serotinin-Reuptake-Inhibitoren die Aktivität des braunen Fettgewebes verringern, was eine Gewichtszunahme und ein ungesünderes metabolisches Profil bedingen kann.

## Funktion bei Menschen
Das braune Fettgewebe kann einen relevanten Anteil am gesamten Energieumsatz haben. Mittels FDG-PET konnte bei gesunden Freiwilligen ein relevanter Glucose-Verbrauch nach Kälteexposition nachgewiesen werden. Die Aktivität des braunen Fettgewebes hängt von der Außentemperatur ab: Studien im Sommer zeigen weniger aktives Fettgewebe als im Winter, was auch zu unterschiedlichen Angaben der Häufigkeit von aktivem braunen Fettgewebe bei Erwachsenen führen kann. Neben der Wärmeproduktion greift das braune Fettgewebe positiv in den Glucose- und Fettmetabolismus ein. Das Ausmaß der physiologischen Rolle des braunen Fettgewebes bei Erwachsenen ist jedoch ungeklärt.
Mit zunehmendem Alter nimmt bei Erwachsenen das braune Fettgewebe in Umfang und Aktivität ab, möglicherweise durch externe Isolation in Form von Kleidung und damit geringerer Notwendigkeit der eigenen Thermogenesis.
Das braune Fettgewebe ist als mögliches Ziel zur Therapie des metabolischen Syndroms und der Adipositas von Interesse. Bereits im Jahr 1979 erfolgten hierzu erste Überlegungen. Jedoch gab es in der pharmakologischen Entwicklung entsprechender Therapien Rückschläge, weil sich bei Stimulation des braunen Fettgewebes auch Atherosklerose bilden kann, jedoch wird an der Studie, die dies zeigte, kritisiert, dass die Mäuse zu schnell und zu stark einer kalten Umgebung ausgesetzt worden waren, was zu einer starken Stressreaktion, unabhängig der Stimulation des braunen Fettgewebes führte. Erste kleinere Studien in den letzten Jahren mit dem β3-Rezeptoragonist Mirabegron konnten einen positiven Effekt auf das metabolische Profil über Stimulation des braunen Fettgewebes nachweisen.